# باباخراسان
باباخراسان هي بلدة في مقاطعة مرحمت في ولاية أنديجان في أوزبكستان.